# Зволе
Зво̀ле (на нидерландски: Zwolle) е град и община в Централна Нидерландия.

## География
Зволе е главен административен център на провинция Оверейсел. Разположен е близо до река Ейсел на 120 km североизточно от столицата Амстердам. Шосеен и жп транспортен възел. Населението му е 117 498 жители по данни от преброяването към 30 ноември 2008.

## История
За първи път се споменава като селище през 1040 г. През 1230 г. получава статут на град.

## Спорт
Представителният футболен отбор на града се казва ПЕК Зволе. Носител на Купата и Суперкупата на страната.

## Личности
Родени
- Герард Терборх (1668 – 1681), холандски художник

## Побратимени градове
- Вологда, Русия